# Oonopoides upala
Oonopoides upala – gatunek pająków z rodziny Oonopidae i podrodziny Oonopinae.
Gatunek ten opisany został w 2013 roku przez Normana I. Platnicka i Lily Berniker. Jako miejsce typowe wskazano kanton Upala (w prowincji Alajuela), od którego to nazwy pochodzi epitet gatunkowy.
Holotypowy samiec ma 1,68, a jedna z samic 1,89 mm długości ciała. Oczy tylno-środkowe leżą niżej niż tylno-boczne. Odległość między oczami przednio-środkowej pary wynosić może od ich promienia do ich średnicy. Endyty są w częściach odsiebnych niewykrojone, w częściach przednio-środkowych zaopatrzone w silnie wystające półki i znacznie słabiej zaznaczone półeczki za nimi, a w częściach przednio-bocznych wyposażone w powiększone nasady szczecinek. Opistosoma (odwłok) u obu płci ma na spodzie zarówno skutum epigastryczne jak i postepigastryczne.
Nogogłaszczki samca cechują się stosunkowo krótkim, skręconym u szczytu embolusem, krótkim i poskręcanym nasadowym wyrostkiem embolarnym oraz położonym dosiebnie od embolusa, kikutowatym płatem grzbietowym na bulbusie. Narządy rozrodcze samicy charakteryzują się kwiatokształtnym przednim zbiornikiem nasiennym, osadzonym na stopniowo rozszerzającej się ku przodowi szypułce oraz poskręcanymi przewodami tylnego zbiornika nasiennego.
Pająk neotropikalny, endemiczny dla północnej części Kostaryki, znany z prowincji Alajuela, Heredia, Limón i północnej części Puntarenas. Spotykany na rzędnych od 60 do 550 m n.p.m., głównie w ściółce leśnej. Poławiany przy pomocy aparatu Tullgrena.